# Østre Toten
Østre Toten er en kommune i Innlandet fylke i Norge.
Den grænser i vest til Vestre Toten, i nord til Gjøvik og Ringsaker, i øst til Stange og Eidsvoll og i syd til Hurdal. Højeste punkt er Torsæterkampen  der er 841 moh.

## Areal og befolkning
Kommunen havde 14.997 indbyggere i 2019. Bosætningen er forholdsvis spredt, men de fleste bor i byerne Skreia, Kapp, Kolbu og Lena (kommunecenter).

## Erhverv og beskæftigelse
Østre Toten er en af Opplands største landbrugskommuner. Dette genspejler sig i kommunevåbnet, som er en kartoffelplante. Østre Toten er en af Norges største producenter af kartofler og løg.  
Kartoffelchipsproducenten KiMs ligger i Skreia.
I Kapp lå en af Opplands større virksomheder. Det var Kapp Mælkefabrik, som blev bygget i slutningen af 1800-tallet for produktion af Dr. Sopps (1860-1931) opfindelse: Kondenseret mælk uden sukkertilsætning.
De røde murbygninger er nu for en stor del restaureret, og der er fortsat mange arbejdspladser i de gamle bygninger ved Mjøsa, men der produceres ikke længere mælkeprodukter.

## Uddannelse
I Østre Toten er der
- 13 børneskoler
- 2 ungdomsskoler
- 2 videregående skoler
- 1 folkehøjskole

## Militæranlæg
Tidligere lå der et kompagni af hærens veterinærtjeneste i Starum lejren, men denne blev nedlagt i starten af 1980'erne.
Forsvarets logistikkorganisasjon-Sanitet (Sanitetsmagasin Sydnorge) ligger stadig i Starum, men planlægges nedlagt.
Desuden ligger dele af Steinsjøen skydefelt i Østre Toten Kommune.

## Kendte østretotninger
- Forfatterene Margit Sandemo og Per Hohle
- Forskeren Jens Braarvig
- Vikingen Halvdan Svarte (konge)
- Forsker og direktør Paul Narum (Forsvarets forskningsinstitut)
- Nobelprisvinderen Ivar Giæver
- Bogsamleren Halvor Andersen (1745–1810)
- Maleren Peder Balke